# Mellicta diaminoides
Mellicta diaminoides är en fjärilsart som beskrevs av Ruggero Verity 1940. Mellicta diaminoides ingår i släktet Mellicta och familjen praktfjärilar. Inga underarter finns listade i Catalogue of Life.